# Tim Hagans
Tim Hagans, (Dayton, 1954. augusztus 19. –) amerikai dzsessztombitás, hangszerelő, zeneszerző. Háromszor jelölték Grammy-díjra (1999, 2000, 2010).

## Pályafutása
Tim Hagans a Bowling Green State University-n tanult. 1974-ben tagja lett Stan Kenton zenekarának, amellyel 1977-ig dolgozott. Utána csatlakozott Woody Herman zenekarához, de alig hat hét után Svédországba ment, ahol 1981-ig élt. játszott többek között Sahib Shihabbal, Ernie Wilkins Big bandjével, a Danish Radio Orchestraval − amit Thad Jones és Dexter Gordon vezetett.
Miután visszatért az Amerikai Egyesült Államokba, a University of Cincinnatin, majd 1984-től 1986-ig a Berklee College of Music-on tanított. Ezután New Yorkban telepedett le, ahol Joe Lovano-val és Fred Hersch-lel, később Bob Beldennel, Rick Margitza-val, John Harttal, a Yellowjacketsszel, Bob Mintzer és Maria Schneider big bandjeivel és a Gil Evans Orchestra-val dolgozott.
Az 1983-as debütáló albuma után Hagans több albumot is felvett a Blue Note Records zenekarvezetőjeként az 1990-es években.
1996-tól Hagans évente több hetet töltött a svédországi Luleå-ban a Norrbotten Big Band zenei igazgatójaként. A 2010-es években tovább dolgozott a Lincoln Center Orchestra Jazz-ben, valamint Michael Feinberg, Vic Juris, Rufus Reid, Ted Nash, Andrew Rathbun, Jon Irabagon zenekarokban.

## Albumok
- From the Neck Down (1983)
- No Words (1993)
- Audible Architecture (1994)
- Hub Songs, the Music of Freddie Hubbard (1997)
- Animation – Imagination (1999)
- Re-Animation Live! with Bob Belden (1999)
- Between the Lines with Marc Copland (2000)
- Future Miles (2002)
- Beautiful Lily (2006)
- Alone Together (2008)
- The Avatar Sessions (2010)
- The Moon is Waiting (2011)